# 杉叶佛甲草
杉叶佛甲草（学名：Sedum cryptomerioides）为景天科佛甲草属下的一个种。

## 扩展阅读
- 維基物種上的相關：杉叶佛甲草